# Abudefduf nigrimargo
Abudefduf nigrimargo là một loài cá biển thuộc chi Abudefduf trong họ Cá thia. Loài này được mô tả lần đầu tiên vào năm 2018.

## Từ nguyên
Từ định danh được ghép bởi hai âm tiết trong tiếng Latinh: nigri ("đen") và margo ("đường biên, rìa"), hàm ý đề cập đến lớp vảy trên lưng và hai bên thân có viền đen ở loài cá này.

## Phạm vi phân bố
Mẫu định danh của A. nigrimargo được thu thập tại vùng biển phía nam đảo Đài Loan, không lâu sau đó một cá thể của loài này được tìm thấy ngoài khơi đảo Suwanosejima (thuộc quần đảo Tokara, miền nam Nhật Bản).

## Mô tả
Chiều dài cơ thể tối đa được ghi nhận ở A. nigrimargo là 13,7 cm, thuộc về cá thể được tìm thấy ở Nhật Bản.
Mặc dù có 5 dải sọc đen ở hai bên thân với khoảng màu vàng ở lưng như các loài Abudefduf caudobimaculatus, Abudefduf saxatilis, Abudefduf troschelii và Abudefduf vaigiensis, A. nigrimargo vẫn có thể phân biệt được với chúng nhờ vào viền đen trên vảy cá tạo thành kiểu hình mắt lưới nổi bật ở vùng thân màu xám trắng, cũng như số lượng, kích thước các tia vây và vảy. Ngoài ra, dải màu đen thứ hai và thứ ba trên cơ thể của A. nigrimargo không kéo dài đến gai vây lưng.
Số gai ở vây lưng: 13; Số tia vây ở vây lưng: 12–13; Số tia vây ở vây ngực: 18–19; Số vảy ống đường bên: 20–23; Số lược mang: 21–24.

## Sinh thái học
A. nigrimargo, A. caudobimaculatus và A. vaigiensis hợp thành các đàn ở tầng nước giữa hoặc gần mặt nước và cùng nhau kiếm ăn trên các rạn san hô nông. Điều này cho thấy A. nigrimargo có thể có chung đặc điểm môi trường sống với hai loài này.